# Innerschwand am Mondsee
Innerschwand am Mondsee é um município da Áustria localizado no distrito de Vöcklabruck, no estado de Alta Áustria.

## População
| Ano  | Pop.  | ±%     |
| ---- | ----- | ------ |
| 1991 | 903   | —      |
| 2001 | 1,050 | +16.3% |